# Kościół św. Jana Chrzciciela w Żukowie
Kościół św. Jana Chrzciciela w Żukowie – kościół filialny parafii Wniebowzięcia Najświętszej Marii Panny w Żukowie. Zbudowany w XIII wieku, w XV wieku zburzony i w XVII wieku odbudowany. 

## Historia
W miejscu tym chrzczono pierwszych katolickich mieszkańców Żukowa. Według kronik i zapisów klasztoru żukowskiego kościół zbudowano w 1253 roku. Służył tutejszej ludności, gdyż kościół Wniebowzięcia Najświętszej Marii Panny był kościołem klasztornym. W 1433 r. na Pomorze Gdańskie najechali husyci i zniszczyli kościół, który pozostał w ruinie aż do 1604 r., gdy odbudowały go norbertanki. Po kasacie klasztoru w 1834 r. stracił znaczenie i stał się kościołem pomocniczym. W czasie II wojny światowej kościół został bardzo zniszczony. Po wojnie odbudowany. Do dziś koło kościoła zachowała się plebania oraz resztki cmentarza.

## Architektura

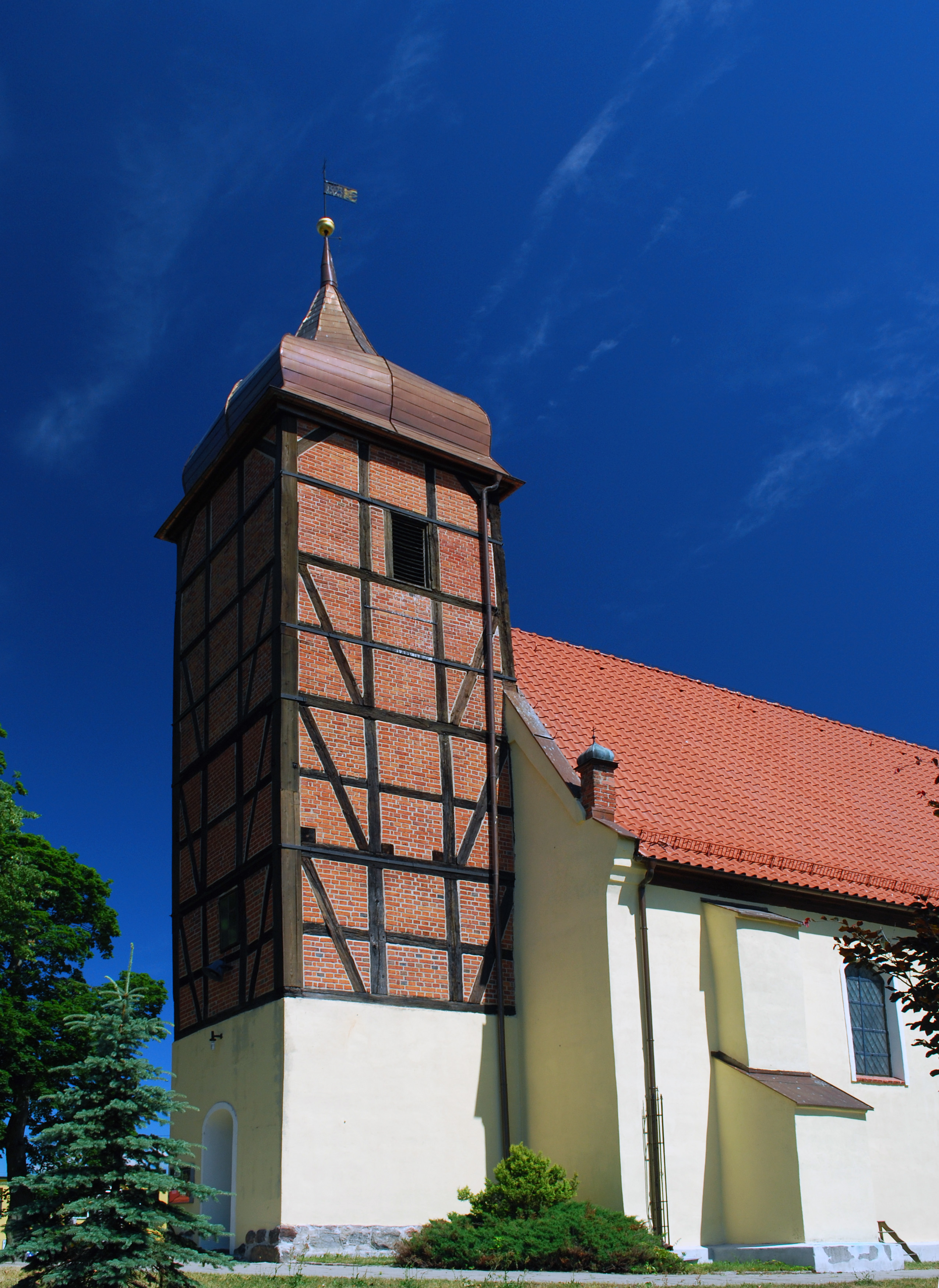
Szachulcowa wieża

Kościół św. Jana został zbudowany w stylu gotyckim. Posiada przypory, gotyckie szczyty i szachulcową wieżę oraz ostrołukowe okno w prezbiterium. Kościół jest jednonawowy, z prezbiterium od wschodu. Kościół jest niesklepiony, przekryty drewnianym stropem. Do kościoła wchodzi się od strony zachodniej, przez kruchtę.

## Wystrój
- ołtarz Główny (XVIII w.) z obrazami z życia św. Jana,
- ołtarz boczny Świętej Rodziny (XVIII w.),
- ołtarz boczny św. Barbary (XVIII w.),
- ambona (XVIII w.),
- empora (XVII w.),
- obrazy.